# Harsányi Tibor
Harsányi Tibor (született: Hesser Tibor) (Magyarkanizsa, 1898. június 27. – Párizs, 1954. szeptember 19.) magyar zeneszerző, zongorista. 

## Pályafutása
Kodály Zoltán alatt végzett a budapesti Zeneakadémián, majd Párizsban telepedett le 1923-ban.

## Családja
Szülei Hesser Soma (1858–1937) és Bruck Laura (1865–1945) voltak. Apai nagyszülei Hesser Gerzson és Grüner Borbála, anyai nagyszülei Bruck Mór és Ulmann Babetta voltak.
1922. június 14-én Budapesten házasságot kötött Somogyi Béla és Grünwald Fanni lányával, Jolánnal. 1929-ben elváltak.

## Munkái

### Operák
- Illusion;
- Les Invites 1928

### Balettek
- Az Utolsó Álom (The Last Dream); Shota Roustalevi 1945 (Honegger és Tcherepnin közreműködésével);

### Zenekarral
- Karácsonyi Kantáta 1939;
- Suite;
- Suite hongroise;
- Ouverture symphonique;
- Konzertstück, zongora es zenekar;
- La Joie de vivre, zenekar;
- Divertimento No. 1, két hegedű és zenekar;
- Aria es Rondo, cselló és zenekar;
- Divertimento No. 2, trombita és vonószenekar;
- L’Histoire du petit tailleur (Az okos kis szabó), hét hangszer es ütőhangszerek;

### Kamerazene
- KÉt vonósnégyes (1918, 1935);
- Zongora trio;
- Concertino, zongora es vonósnégyes;
- Szonáták: hegedű-zongora; cselló-zongora

### Egyéb
- Szóló zongora művek;
- Dalok